# Чемпионат Беларуси по шашечной композиции 1989
Чемпионат Белоруссии по шашечной композиции 1989, оригинальное название — Пятый чемпионат БССР по шашечной композиции — национальное соревнование по шашечной композиции. По итогам соревнований было возможно выполнение массовых разрядов, звания «мастер спорта СССР».

## О турнире
Соревнования проводились по русским и международным шашкам в 7 дисциплинах проблемы, задачи, этюды, миниатюры-100.
Триумфатором чемпионата вновь стал Леонид Сергеевич Витошкин, который завоевал две золотых медали в этюдах и серебряную в проблемах-64 и бронзу в миниатюрах-100.
Две медали в задачах выиграл Виктор Самарин.

## Спортивные результаты
Проблемы-64.
 Пётр Шклудов — 24,5.  Леонид Витошкин — 21,5.  Алексей Акулич — 20,0. 4. Григорий Кравцов — 18,5. 5. Иван Навроцкий — 18,5. 6. Александр Сапегин — 16,5. 7. Дмитрий Камчицкий — 14,0. 8. Василий Можейко — 11,0. 9. Виталий Рудковский — 8,5. 10. Борис Иванов — 8,5. 11. Игорь Ананич — 7,5. 12. Владимир Мазаник — 6,0. 13-14. Николай Вергейчик, Виктор Крамаренко — 5,5. 15. Василий Мартинкевич — 5,0. 16. Юрий Кутян — 4,0. 17. Георгий Горбач — 2,5. 18. Виктор Шульга — 2,0. 19. Виктор Ровинец — 0,5.
Этюды-64.
 Леонид Витошкин — 28,5.  Виктор Денисенко — 26,0.  Юрий Кутян — 24,0. 4. Григорий Кравцов — 16,5. 5. Виктор Шульга — 10,5. 6. Криштоф Малашкевич — 6,0. 7. Алексей Акулич — 4,0. 8-9. Борис Иванов, Дмитрий Камчицкий — 0,0.
Задачи-64.
 Владимир Гончар — 34,5.  Виктор Самарин — 32,5.  Николай Зайцев — 27,0. 4. Александр Шурпин — 25,5. 5. Константин Тарасевич — 25,5. 6. Николай Бобровник — 15,0. 7. Борис Иванов — 15,0. 8. Леонид Витошкин — 14,5. 9. Иван Навроцкий — 0,0.
Миниатюры-100.
 Вадим Булат — 23,5.  Владимир Малашенко — 22,0.  Леонид Витошкин — 21,0. 4. Пётр Шклудов — 20,5. 5. Алексей Акулич — 17,0. 6. Николай Вергейчик — 16,0. 7. Григорий Кравцов — 15,0. 8. Иван Навроцкий — 14,5.
Проблемы-100.
 Владимир Малашенко — 28,0.  Вадим Булат 27,0.  Григорий Кравцов — 23,5. 4. Алексей Акулич — 23,0. 5. Пётр Шклудов — 22,5. 6. Иван Навроцкий — 20,5. 7. Николай Вергейчик — 16,5. 8. Виктор Крамаренко — 12,5. 9-10. Игорь Ананич, Леонид Витошкин — 5,5. 11. Георгий Горбач — 3,5.
Этюды-100.
 Леонид Витошкин — 27,0.  Криштоф Малашкевич — 21,5.  Василий Тельпук — 15,5. 4. Алексей Акулич — 6,0. 5. Виктор Шульга — 4,5. 6. Пётр Шклудов — 3,0. 7. Григорий Кравцов — 0,0.
Задачи-100.
 Владимир Кожемякин — 35,0.  Александр Шурпин — 33,0.  Виктор Самарин — 22,0. 4. Анатолий Шабалин — 17,0. 5. Николай Бобровник — 16,0. 6. Александр Резанко — 15,0. 7. Константин Тарасевич — 7,5. 8. Иван Навроцкий — 4,0.